# گلگر (کمدین)
گلگر (انگلیسی: Leo Anthony Gallagher Jr.؛ زادهٔ ۲۴ ژوئیهٔ ۱۹۴۶ – درگذشتهٔ ۱۱ نوامبر ۲۰۲۲) کمدین اهل ایالات متحده آمریکا بود. وی از سال ۱۹۶۹ میلادی تا هنگام مرگ مشغول فعالیت بود.